# Instalație (artă)

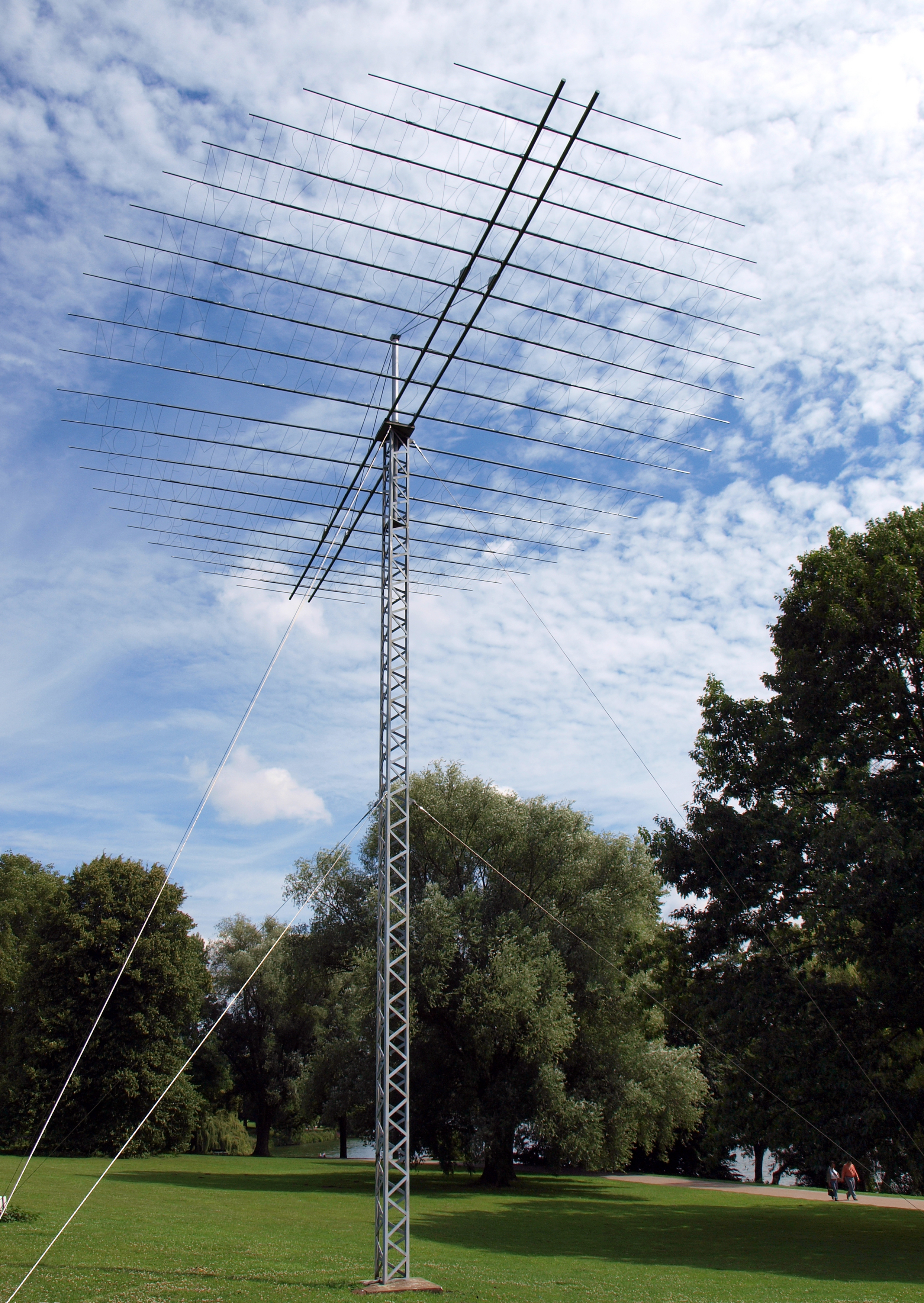
Ilya Kabakov: "Privind în sus vezi cuvintele lui Ilya Kabakov", Münster, Germania - 2005

Instalația este o modalitate de exprimare în arta vizuală contemporană, în care se utilizează diverse materiale dispuse în spațiu tridimensional, pentru a oferi spectatorului o experiență particulară inedită în circumstanțe determinate. Instalația nu este limitată la spațiul unei galerii, ci se poate manifesta prin combinarea diverselor medii de exprimare în orice spațiu public sau privat. Spre deosebire de "environement" din anii '50 și '60 ai secolului trecut, în care pe primul plan stătea intervenția artistului în spațiul public prin prezența sa nemijlocită în desfășurarea evenimentelor de fiecare zi, în arta instalației nu se urmărește o înscenare spațială narativă.

## Istoric
Instalațiile s-au dezvoltat începând cu anul 1970, dar premise ale acestei forme de artă se pot găsi în "ready-made" ale lui Marcel Duchamp, în "Merzbilder" și "Merzbau" ale lui Kurt Schwitters, în "Cabinetul abstracților" al lui El Lissitzky sau în reliefurile decorativ-arhitectonice ale lui Oskar Schlemmer. Încă din anii '50, datează aranjamentele grupului japonez "Gutai" și televizoarele "preparate" ale lui Nam June Paik, urmate curând de propunerile artiștilor italieni din "Gruppo N" și "Gruppo T", împachetările lui Christo și Jeanne-Claude, diversele combinații de obiecte ale lui Joseph Beuys (în 1976 "expune" o stație de metrou la Bienala de la Veneția).

## Descriere
Instalațiile pun în scenă, într-un aranjament care are propria sa dinamică, modalități tradiționale ca pictura, sculptura, fotografii, dar mai ales medii moderne ca proiecțiile de film sau video, sunete, jocuri de lumină, mișcări, și pot fi procesate prin programe informatice. Unele instalații sunt strâns legate de un anumit loc într-o sală de expoziție (opere in situ) sau , dimpotrivă, existența lor depinde de un spațiu particular pentru care au fost create și în care artistul a conceput un aranjament caracteristic. Opera nu poate fi transportată în alt loc, nici nu poate fi vândută, capătă astfel caracteristicile unei arte efemere, nu prin eroziunea și disoluția fizică a componentelor, ci prin suspendarea conotațiilor pe care le-a presupus această temporară compoziție. Dincolo de momentul impactului pe care îl trezește în cadrul unor manifestări, instalațiile rămân în memorie prin documente fotografice sau filme. Cu toate acestea, regăsim o serie de astfel de lucrări în muzeele de artă contemporană, care conservă ca atare unele instalații făcute în cadrul respectivului muzeu sau aduse aici din altă parte. Conceptul de instalație se poate cupla cu cel de "Art performance", atunci când artistul apare el însuși pus în scenă în mijlocul propriei instalații. În prezent se pot vedea cu regularitate instalații la marile expoziții ca Bienala din Veneția sau documenta din Kassel.
În cele mai multe instalații, intervenția spectatorului este indispensabilă. Creațiile in situ ale lui Andy Goldsworthy implică mediul înconjurător ca parte componentă a relației actor/spectator. Sub imperiul percepției sensoriale, privitorul este "instalat" într-un sistem artificial cu un apel la percepția sa subiectivă, ca scop final al aranjamentului artistic. Ilya Kabakov realizează "instalații totale", în care folosește diverse materiale, fotografii sau desene, texte scrise, animate de variații luminoase, uneori pe fond sonor. Alții folosesc doar materialele aflate întâmplător la locul instalației. Ea apare ca un ansamblu care se montează și se demontează după viziunea momentană a artistului. Lansate ca formă de artă alternativă, compozițiile de obiecte șochează privitorii prin amestecul de inovație și banalitate. Instalația nu ocupă spațiul, ci îl restructurează și îl amenajează, ea lasă loc mișcării obiectelor, deplasării indivizilor, dar și circulației de idei, devenind astfel o formă de nomadism artistic și filosofic.
| - Marcel Duchamp, Fountain 1917. - Rachel Whitread: Embankment, Tate Modern, London - Carsten Höller: Test Site, 2006 - Allan McCollum: The Shapes Project, 2005/06 - Jacek Tylicki: Give if you can - Take if you have to in the jungle Arambol, Goa, India. - Maurice Benayoun: Neorizon, urban interactive art installation (eArts Festival Shanghai 2008) - Pascal Dombis: Irrationnal Geometrics,2008 |

## Artiști care folosesc prepoderent modalitatea
- Marina Abramovic
- Vanessa Beecroft
- Mario Berrino
- Christian Boltanski
- Joan Brossa
- Lee Bull
- Judy Chicago
- Christo și Jeanne-Claude
- Maurizio Collini
- Norman Dilworth
- Andy Goldsworthy
- Teodor Graur
- Shigeko Hirakawa
- Ann Hamilton
- Gary Hill
- Ilya Kabakov
- Iosif Kiraly
- Barbara Kruger
- Anish Kapor
- Ange Leccia
- Sol LeWitt
- John K. Melvin
- Mario Merz
- Yoko Ono
- Donna Keiko Ozawa
- Cornelia Parker
- Michelangelo Pistoletto
- Fabrizio Plessi
- Hélène Rauzier
- Gian Carlo Riccardi
- Dan Steinhilber
- Massimo Taccon
- Charlene Teters
- Roxana Trestioreanu
- Marta Thoma
- Iosif Ștefan Tasi zis TASÓ
- Spencer Tunik
- Zbigniew Wąsiel
- Eisabeth Wierzbicka Wela
- Krzysztof Wodiczko
- Chen Zhen